# Zhongnanhai

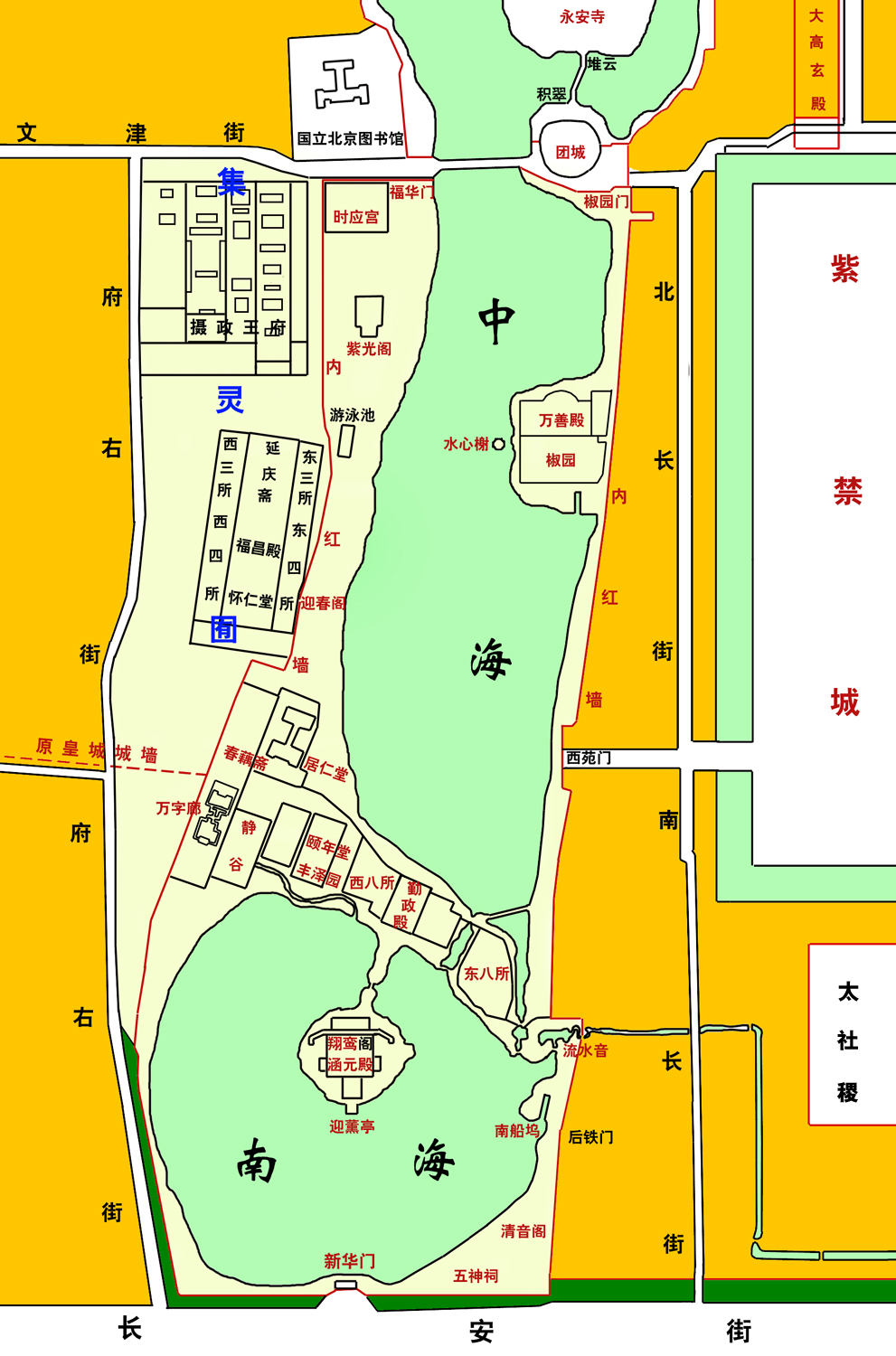
Mappa dello Zhongnanhai

Zhongnanhai (中南海S, ZhōngnánhǎiP) è un complesso di edifici adiacente alla Città proibita nel centro di Pechino. Tale complesso è adibito a sede del Partito Comunista Cinese e del Governo della Repubblica popolare. Il termine Zhongnanhai è sinonimo di comando e governo della nazione, ed è spesso usato come metonimia per l'amministrazione centrale cinese nel suo complesso. Il presidente della Repubblica, i ministri e più in generale i membri del Comitato permanente del Partito comunista e svariati alti funzionari del Politburo svolgono i propri compiti quotidiani all'interno del complesso.
Lo Zhongnanhai è chiuso al pubblico e impossibile da fotografare se non in punti ben precisi, come la porta d'accesso principale. La China Central Television mostra di frequente immagini degli incontri all'interno del complesso, limitando però le riprese all'interno degli edifici.

## Localizzazione
Il nome del complesso dello Zhongnanhai, ad ovest della Città proibita, significa "mari centrale e meridionale" o "laghi", in riferimento ai due laghi (quello "Centrale" e "Meridionale") al centro del complesso; talvolta viene tradotto come "Palazzi del Mare". Questi due laghi sono parte di una serie di progetti di irrigazione portati avanti durante la costruzione della vicina Città proibita, insieme al lago "Settentrionale", o "Beihai", ora parco pubblico a cui è collegato il lago dei "Dieci Templi", o "Shichahai", più a nord.
I tre laghi erano in origine luoghi di svago per la Corte imperiale, di cui restano in quello settentrionale santuari e templi, mentre palazzi e padiglioni si trovavano sulle sponde di quello centrale e meridionale.

## Storia

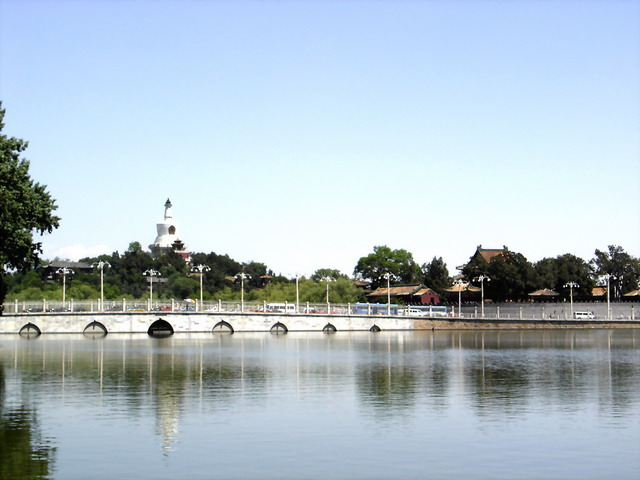
Veduta dello Zhongnanhai

Durante la Dinastia Jīn, nella parte settentrionale dello Zhongnanhai c'era il Lago Taiye (letteralmente "Lago del Grande Liquido"), con accanto un palazzo detto Daning Gong (letteralmente "Palazzo della Grande Pace"). Sotto la Dinastia Yuan, il Lago Taiye fu incluso nella Città Imperiale ed allargato per occupare l'area occupata oggi dai laghi settentrionale e centrale. Vi furono anche costruiti intorno tre palazzi.
Dopo che la Dinastia Ming trasferì la capitale a Pechino nel 1406 iniziò la costruzione del Palazzo Imperiale. Il Palazzo Ming era a sud di quello Yuan. In questo modo fu scavato un nuovo lago meridionale a sud di quello precedente. Il terreno così ricavato, insieme a quello della costruzione del fossato, fu utilizzato per formare il Jingshan, una collina a nord della Città proibita. Al tempo i tre laghi erano collegati e chiamati tutti insieme Lago Taiye, formando un sistema di parchi reali ad ovest del Palazzo e attraversati da ponti.

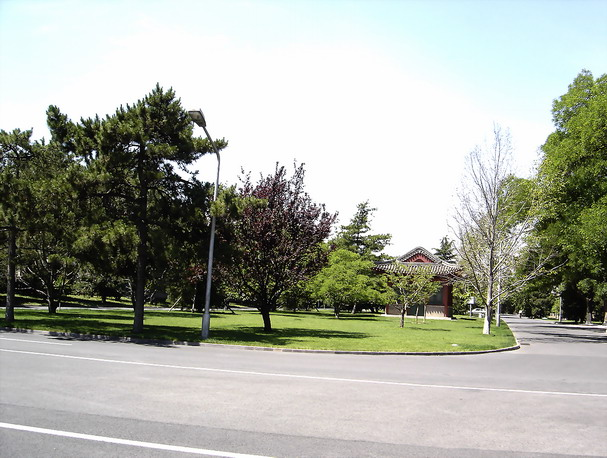
Strada all'interno dello Zhongnanhai

Dopo che la Dinastia Qing stabilì la capitale a Pechino, il governo ridusse le dimensioni del parco reale a una piccola zona circondata da mura intorno ai laghi, intorno ai quali diversi imperatori che si succedettero costruirono padiglioni e case da abitare nei periodi estivi. Sotto l'Imperatrice vedova Cixi, la coppia regnante abitava stabilmente nello Zhongnanhai, recandosi a Palazzo solo per cerimonie particolari.
Durante la Rivolta dei Boxer nel 1900, l'esercito russo occupò lo Zhongnanhai, confiscando quasi tutte le opere d'arte e decorazioni presenti. Successivamente anche il comandante dell'Alleanza delle otto nazioni si stabilì nello Zhongnanhai. All'incoronazione dell'Imperatore Puyi suo padre il Principe Reggente visse nel complesso per un breve periodo.

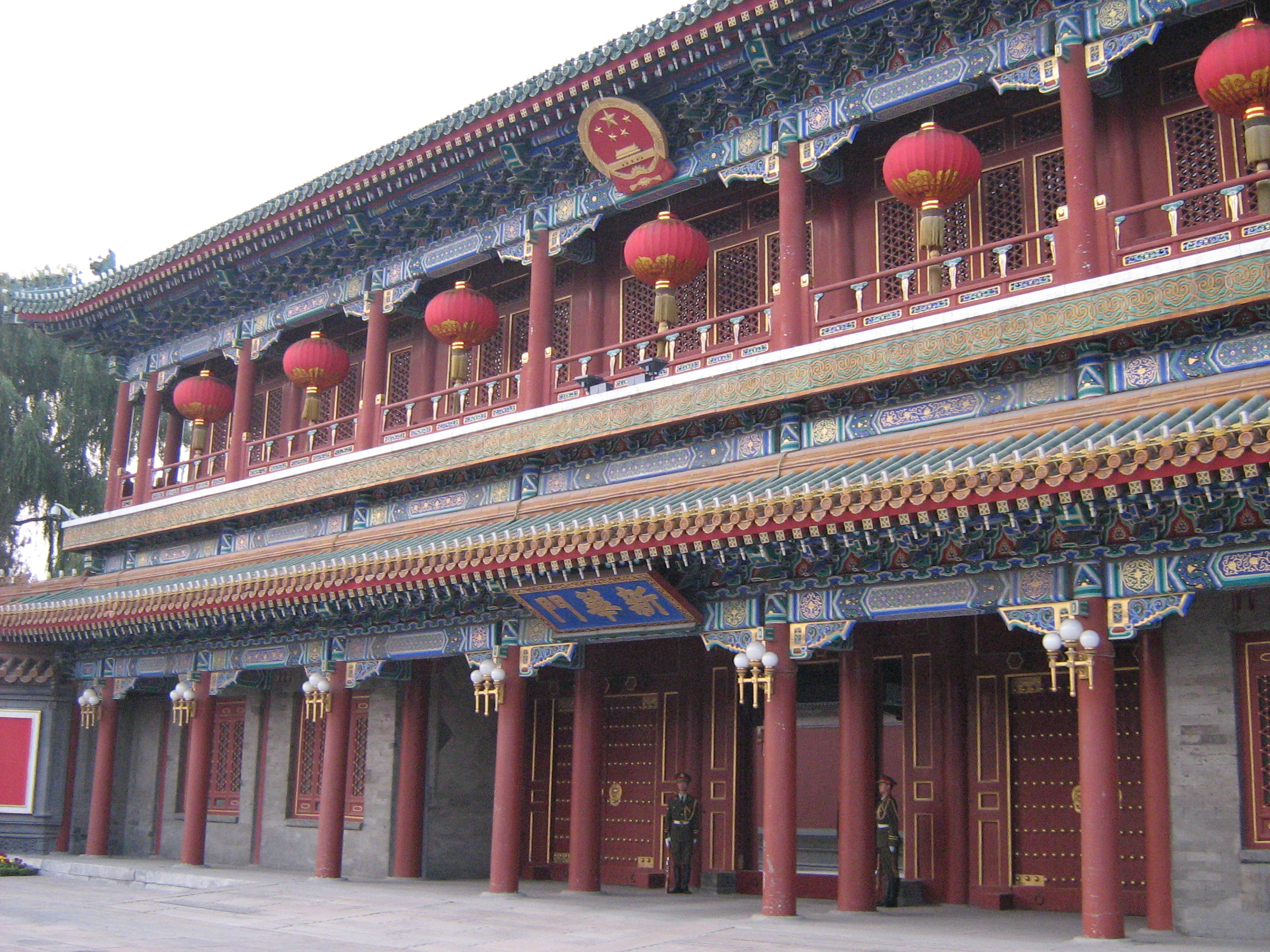
Xinhuamen, la "Porta della Nuova Cina" costruita da Yuan Shikai

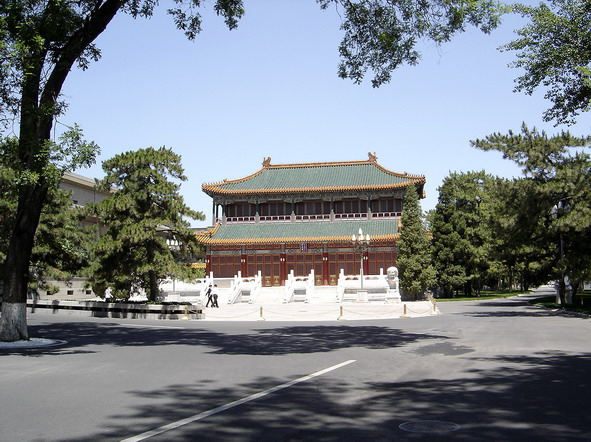
Ziguangge (Sala delle luci viola)

Lo Zhongnanhai acquisì importanza politica sotto la Repubblica di Cina dal 1911, quando il Governo Beiyang di Yuan Shikai vi stabilì la sua sede, molto vicina alla sede storica del potere, la Città proibita, che gli era però preclusa perché abitata dall'Imperatore Puyi anche dopo l'abdicazione. L'attuale ingresso principale, la Porta Xinhua o "Porta della Nuova Cina", fu creata da Yuan Shikai, con l'attuale padiglione d'ingresso che era in precedenza una della varie strutture sulle sponde del lago meridionale, presso le mura. L'entrata al complesso era invece fino ad allora direttamente dalla Città proibita: Yuan voleva creare un nuovo ingresso indipendente dal viale Chang'an.
Quando il Governo della Repubblica di Cina trasferì la capitale a Nanchino, lo Zhongnanhai fu aperto al pubblico come parco.
Lo Zhongnanhai fu sede del Governo di nuovo dalla fondazione della Repubblica Popolare nel 1949, con la costruzione di molte nuove strutture. Il complesso ospitò il Comitato centrale del Partito Comunista Cinese e il Consiglio di Stato della Repubblica Popolare Cinese. I primi Presidenti, come Mao Zedong, Zhou Enlai e Deng Xiaoping vivevano nel complesso.

## Lo Zhongnanhai oggi

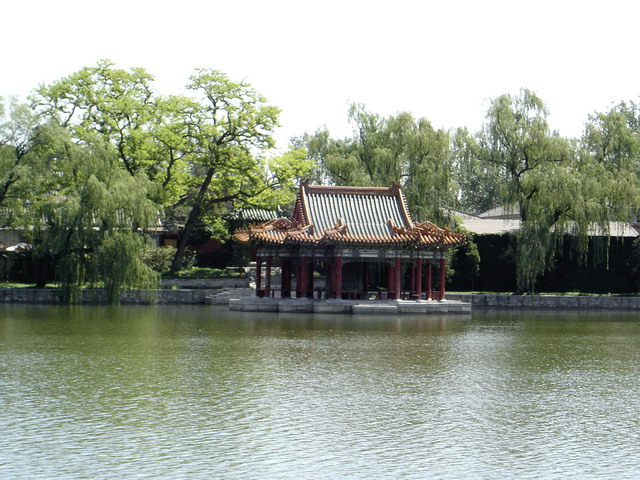
Padiglione sul lago

Da quando lo Zhongnanhai è sede del Governo è inaccessibile al pubblico quanto la Città proibita lo era sotto l'Impero. Furono eccezione gli anni di relativa libertà successivi alla fine della Rivoluzione culturale, dal 1977 al 1985, quando il complesso era aperto al pubblico, che poteva ottenere biglietti d'ingresso offerti da autorità governative. In seguito, le turbolenze politiche culminate nella Protesta di piazza Tiananmen del 1989, portarono a forti restrizioni nella sicurezza, con la negazione dell'accesso al pubblico e il rafforzamento della sorveglianza armata nella zona. Oggi è proibita anche la sosta di autovetture nelle zone adiacenti al complesso.
L'ingresso principale è quello di Xinhuamen (Porta Xinhua, o "Porta della Nuova Cina", sul lato nord del viale Chang'an occidentale), incorniciata da due slogan: "lunga vita al grande Partito Comunista Cinese" e "lunga vita all'invincibile pensiero di Mao Zedong." La vista dietro l'entrata è schermata da un muro con lo slogan "Servire il popolo" nella calligrafia di Mao Zedong.
Il 18 aprile 1989 alcuni studenti pro-democrazia iniziarono un sit-in fuori dal complesso dello Zhongnanhai, ben visibili dai passanti sul viale Chang'an. Gli studenti avevano cartelli con scritto "Abbasso la Dittatura" e "Lunga vita alla Democrazia". Molti di quelli studenti furono in seguito coinvolti nella Protesta di piazza Tiananmen. Il 20 aprile le guardie dello Zhongnanhai attaccarono i protestanti, rinvigorendo però la loro determinazione e coinvolgendone di nuovi, fino alla grande protesta repressa di Tiananmen.
Il 25 aprile 1999 circa diecimila praticanti del Falun Gong si radunarono nei pressi del complesso dello Zhongnanhai, per richiedere il riconoscimento del loro diritto di praticare liberamente, in seguito all'arresto di 45 praticanti nella città di Tianjin il 23 aprile. L'appello si svolse pacificamente, senza slogan o striscioni e nel pomeriggio il primo ministro Zhu Rongji ricevette personalmente una delegazione e assicuro ai praticanti che nessuno sarebbe stato molestato in futuro. David Ownby vede in questa manifestazione un punto di svolta nella politica del Partito Comunista Cinese nei confronti del Falun Gong.